# 허리케인 아이린
허리케인 아이린(Hurricane Irene)은 2011년에 북대서양에서 발생한 9번째 열대성 저기압임에 동시에 1번째 허리케인과 1번째 메이저(대규모) 허리케인이다. 아이린이 지나간 카리브해와 미국 북동부 해안, 캐나다에서 홍수와 함께 심각한 피해가 일어났다. 허리케인 아이린으로 인한 인명피해는 56명이고 카리브 해 인접 국가들의 합산한 재산피해규모는 미국달러로 약 31억달러, 미국에서의 피해액은 70억달러에 이르는 것으로 조사되었으나 현재까지도 정확한 피해액의 규모는 알려지지 않았다.

## 허리케인의 진행

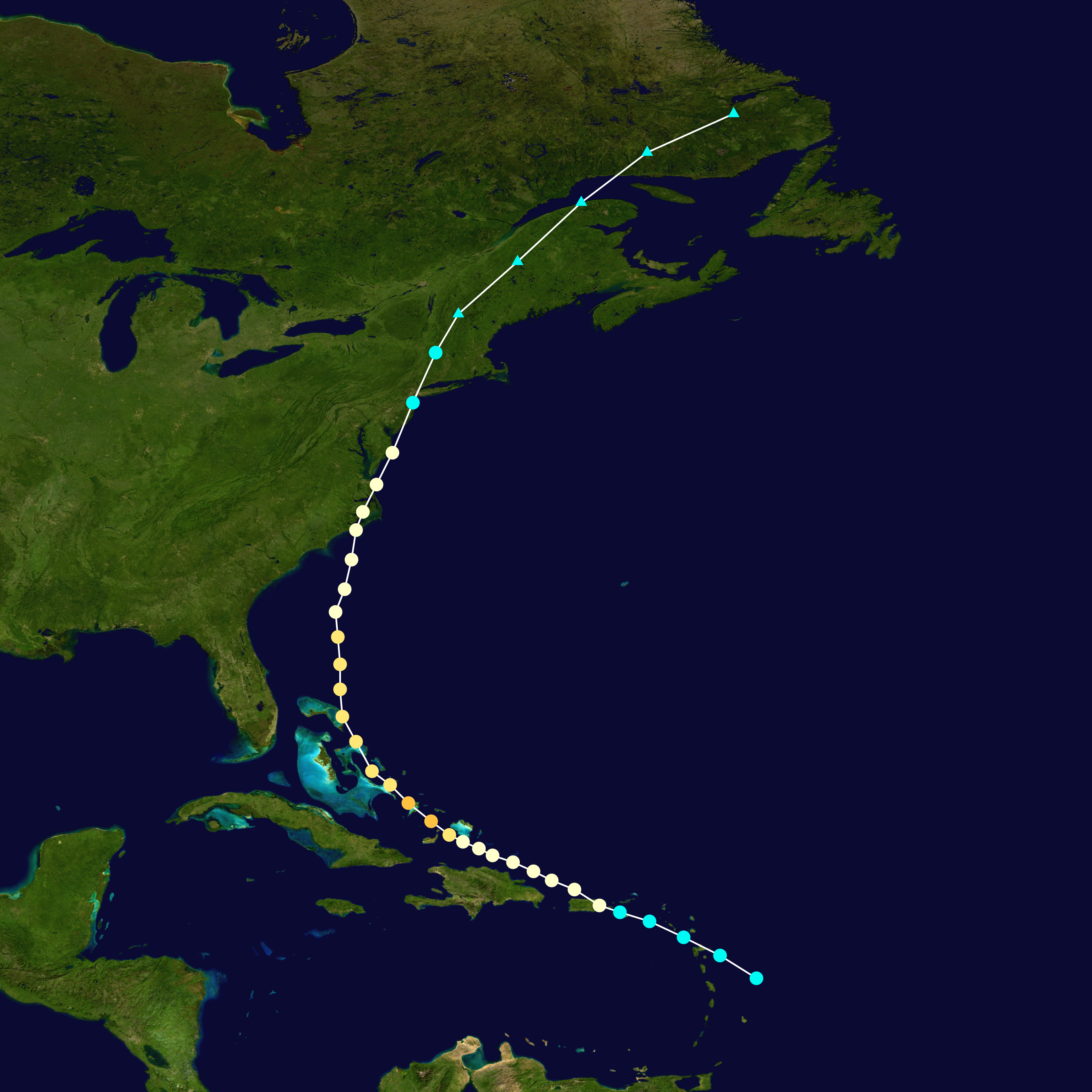
허리케인 아이린의 경로

8월 15일에 아프리카 대륙 서해안에서 열대파가 발생한 후 대서양으로 빠져나와 계속해서 서진해 카보베르데 남쪽 해상까지 도달했다. 열대파가 발달하면서 뇌우와 소나기가 발생했고 차츰 그 범위가 넓어졌다. 8월 19일에는 변화가 뚜렷이 관측되어 중심기압이 낮아지기 시작했고 당시 대서양의 수온이 높던 탓에 발달은 속도가 붙기 시작했다. 8월 20일에 미국 국립 허리케인 센터가 소안틸레스 근처 해상에서 열대 폭풍의 발생을 감지했고 이날 23시에 도미니카 공화국 동쪽 약 305 km (190 mi) 부근 해상에서 열대폭풍 아이린 (Irene)으로 명명되었다.
열대폭풍 아이린은 카리브해 동부를 지나면서 서북서진하기 시작해 8월 21일에 허리케인이 발달하기 좋은 대기와 높은 수온 덕분에 히스파니올라섬 북쪽 해상에 위치해있을 때 강력해지기 시작했다. 8월 22일에 아이린이 미국령 버진아일랜드에 근접해있을 때 푸에르토 리코 북쪽으로 방향을 틀어 급속하게 강력해졌다. 곧이어 풍속 110 km/h (70 mph)의 세력으로 푸에르토 리코 중동부에 위치한 카야 산티아고 섬에 상륙했지만 세력은 약화되지 않아 1차 상륙시기 후에 사피어-심슨 허리케인 등급 제1등급으로 격상되어 2011년 북대서양 허리케인의 첫 번째 허리케인이 되었다.
8월 23일에는 세력이 잠시 약해졌지만 다음 날인 8월 24일 아침부터 크게 강해져 수온이 매우 높았던 바하마 남동부 해안을 휩쓸고 지나가 아열대성 고기압대를 따라서 북서쪽으로 진로를 틀고 제3등급의 세력까지 강해졌다. 8월 27일 오전에는 제1등급의 세력으로 미국 노스캐롤라이나주 해안에 풍속 140 km/h (85 mph)의 세력으로 상륙했다. 그러나 육지에서 얼마 있지 않고 이날 저녁 버지니아주 체서피크 만 남쪽 끄트머리에서 대서양으로 재진입했다. 고위도로 진출할수록 아이린의 세력은 갈수록 약해져 8월 28일에는 열대폭풍의 세력으로 약화되고 곧이어 해가 뜨기 직전인 오전 5시 35분경에 풍속 110 km/h (70 mph)의 세력으로 뉴저지주 남동부 해안에 상륙했다. 하지만 또다시 해안가로 빠져나와 뉴저지주 해안과 평행하게 달리다가 3시간 30분 후에 열대폭풍 아이린은 미국 최대도시인 뉴욕주 뉴욕 브루클린에 상륙했다.
마지막 상륙이 있은 후, 아이린은 뉴잉글랜드 지방으로 전진해 같은 열대폭풍의 세력으로 이 지역을 강타하고 지나갔다. 계속해서 북동진하던 아이린은 뉴잉글랜드 지방 북부에서 온대 저기압으로 변질된 후 캐나다 퀘벡주 동부까지 북진하여 세인트로렌스강을 건너고 래브라도에 진입한 후 8월 29일 저녁에 래브라도해에 도달해 완전히 바다로 빠져나왔다.

## 피해

### 소안틸레스 제도
허리케인 아이린이 카리브해 북동쪽을 강타하고 지나가면서 아이린은 리워드 제도 전역에 심각한 홍수를 발생시키면서 피해를 입혔다. 남쪽에서는 마르티니크가 아이린이 열대폭풍으로 발달하기 전에 피해를 입으면서 이 지역에 뇌우와 함께 비가 쏟아졌다. 또한 초기에 아이린이 만들어낸 파고는 5.6 m (18 ft)에 달했으나 강수량은 많지 않아 바스테르 섬에서 80~120 mm의 강수량이 관측되었다. 8월 22일 앤티가섬에서는 모든 비행편이 취소되기도 했다.
허리케인 아이린이 강력해질 무렵 영국령 버진아일랜드를 근접하게 지나면서 이 지역에 돌풍을 동반한 폭우가 내렸으나 피해는 적었다. 영국령 버진아일랜드의 한 섬에서는 번개로 인해 리처드 브랜슨의 휴양지에 소속되어 있던 집 몇 채에 큰 불이 붙어 전부 타버렸다. 하지만 당시 집에 있었던 여배우 케이트 윈즐릿을 비롯한 많은 사람들이 안전하게 대피했다. 아이린이 오기 전에 미국령 버진아일랜드에서는 공항과 항구가 폐쇄되었고 동시에 공공대피소를 설치하기 시작했다. 허리케인 아이린은 8월 21일 강한 열대폭풍의 상태로 미국령 버진아일랜드의 한 섬인 세인트 크로를 지나갔으나 허리케인의 눈이 섬 위를 지나가 대체적으로 강풍은 불지 않았다. 하지만 세인트 크로 섬 북쪽에 위치했던 세인트 토마스 섬에서는 110 km/h (68 mph)에 달하는 돌풍이 섬을 강타해 전역에서 정전이 발생했다. 또한 학교 건물에서도 약간의 피해가 발생했다.

### 대안틸레스 제도

#### 푸에르토 리코

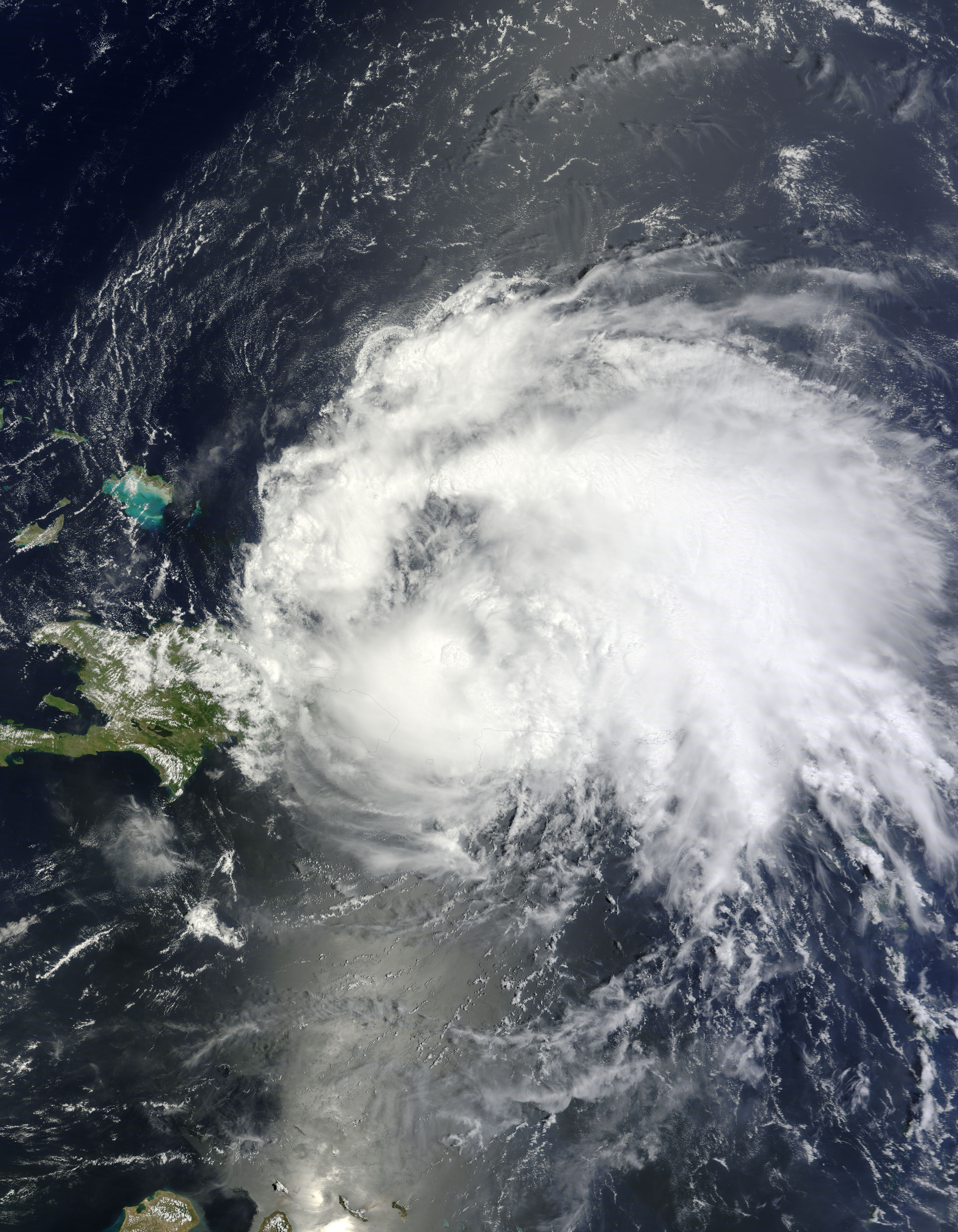
허리케인 아이린 (8월 22일)

푸에르토 리코에서는 허리케인 아이린으로 인한 폭우가 내려 심각한 피해를 입혔다. 섬 주민 약 1백만명의 전기 공급이 중단되었고 미국 대통령인 버락 오바마는 비상사태를 선포하기도 했다. 공항에서는 약 12만 1천명의 사람들이 고립되었다. 섬의 고지대에서는 178 km/h (111 mph)의 돌풍이 불었고 동부의 한 도시에서는 560 mm의 폭우가 쏟아졌다. 많은 강이 범람해 추가적인 홍수를 일으켰다. 또한 농업 피해도 잇따랐는데, 대체적으로 아이린이 상륙했던 동부에서 일어났다. 푸에르토 리코에서는 1명이 빠른 물살에 휩쓸려가 숨졌다. 피해액은 최대 5억달러로 예상했고 3일동안 모든 일이 중단된 관계로 6040만달러의 추가적인 피해가 발생했다.

#### 히스파니올라 섬

##### 도미니카 공화국
허리케인 아이린이 히스파니올라섬에서 멀지 않은 북쪽 해상을 지나면서 섬의 동부에 위치한 도미니카 공화국에서는 강풍과 폭우로 인해 37,700명의 이재민과 88개의 마을이 고립되었다. 또한 해안가에서는 높은 파도가 덮쳐 약 200채의 집을 파괴시켰고 북쪽 해안가에서 대규모 대피사태가 벌어졌다. 도미니카 공화국 북부에서는 강한 강풍이 관측되면서 많은 나무들과 전신주가 뿌리뽑혔다. 아이린은 섬의 남부와 많이 떨어져 있었음에도 불구하고 폭우를 내리게 해 부차적인 사건들이 발생했다. 두개의 강이 범람해 1개의 다리가 무너졌고 2명이 익사했으며 6명이 실종자 명단에 오르게 되었다. 히스파니올라 섬 동단에 위치한 주에서는 1명이 실종되었고 수백명이 대피했다. 이 지역에서의 피해는 대부분 홍수로 인한 것이었고 농업 피해도 속해 있었다. 피해액은 10억 도미니카 페소(3000만달러)로 집계되었고 총체적으로 4명이 숨졌다.

##### 아이티
아이티 북동부에서는 범람한 강과 폭우, 홍수가 산사태를 일으켜 많은 도로가 차단되었다. 위험 지대에 거주하던 500명이 긴급대피했고 높은 파도는 해안가 침수와 함께 많은 집을 파괴했다. 수도인 포르토프랭스에서는 1년 7개월 전에 일어났던 2010년 아이티 지진으로 인한 많은 임시대피소가 강풍에 의해 날아갔다. 하지만 언론은 초기에 예상했던 피해보다 적었다고 언급했다. 아이린은 아이티 북부의 몇몇 고립된 마을에서 피해를 일으켰다. 하지만 2명이 범람한 강에 휩쓸려 익사했고 4명은 부상당했다.

#### 쿠바
허리케인 아이린이 바하마를 지나가고 있을 때 아이린의 폭우반경이 쿠바까지 미쳐 쿠바 동부에 소량의 비가 내렸다. 쿠바 섬 동부에서 60 mm의 비가 관측되었으나 8월 24일에 관측된 파도의 높이는 3.0 m에서 3.7 m에 달했다. 파도로 인해 해안가에서 침수사태가 일어나기도 했다.

#### 터크스 케이커스 제도
허리케인 아이린은 8월 24일, 사피어-심슨 허리케인 등급 제1등급의 세력으로 터크스 케이커스 제도를 지나갔다. 이 지역에 강풍이 불어 많은 집의 지붕과 전선을 끊었다. 그랜드 터크스 섬의 주민들은 아이린으로 인한 정전 피해를 호소했고 건물들도 많이 파손되었다. 또한 그랜드 터크스 섬의 항구는 약간의 피해만 입었으나 아이린이 지나간 후 3일뒤에서야 다시 개방했다.

#### 바하마
허리케인 아이린은 메이저 허리케인의 비교적 강한 세력으로 바하마를 강타해 많은 섬에 상륙하면서 북진했다. 아이린으로 인해 돌풍 225 km/h (140 mph)과 강수량 330 mm이 관측되었다. 애클린스 섬 (Acklins)의 러블리 만 (Lovely Bay)에 인접해있던 집의 90%가 파괴되었고 마야구아나 섬 (Mayaguana Island)에서는 최소 40채에 달하는 집이 파괴되었다. 또한 크룩트 섬 (Crooked Island)에서 돌풍 159 km/h (99 mph)이 관측되었고 많은 집의 지붕과 창문이 날아가거나 깨져 많은 피해를 입었고 가장 큰 피해가 일어났던 캣 섬 (Cat Island)에서는 섬 전역에 유리가 깨진 파편과 천, 철근이 나뒹굴었다. 바하마 제도 전역에서 수백만 달러의 피해가 발생했고 건물 파괴로 인한 피해로 많은 이재민이 발생했다. 그러나 북쪽에 위치해있던 뉴 프로비덴스 섬 (New Providence)과 그랜드 바하마 섬 (Grand Bahama)에서는 작은 피해만 발생해 아이린이 지나간 후 다시 작업 활동이 정상화되었다.
전국에서 4000만달러에 이르는 피해액이 집계되었고 많은 건물 피해가 일어났으나 사망자는 발생하지 않았다. 지역 언론은 1999년의 허리케인 플로이드 이후 12년만의 대 허리케인이었다고 전했다.

### 미국
허리케인 아이린으로 인한 높은 파도가 극남부 플로리다주에서 북부 메인주의 해안가를 덮쳤고 강풍과 폭우는 내륙으로 들어가 뉴욕주, 펜실베이니아주, 메릴랜드주와 버몬트주까지 영향을 미쳤다. 또한 정전으로 인해 740만가구와 회사가 피해를 입었고 8월 30일, 상륙한지 3일이 지난 후에도 330만명의 전기 공급이 중단은 계속되었다. 아이린으로 인해 미국 동부 전역에서 토네이도가 발생해 심대한 피해를 입혔고 북동부 지역의 10개 강은 모두 범람 수준까지 차올랐고 그 중 6개는 100년만의 홍수를 일으킬 높이까지 물의 높이가 높아졌다. 허리케인 아이린으로 인해 미국에서는 70억달러에 이르는 재산피해가 발생했고 47명이 숨졌다.

#### 남동부 지역

##### 플로리다주
허리케인 아이린은 플로리다주와 먼 거리를 유지하며 해안선과 평행하게 북진했지만 넓은 폭우반경이 플로리다 주까지 영향을 미쳐 소량의 비가 내렸다. 포트로더데일에 위치한 한 공항에서는 68 mm의 강수량과 플로리다 반도 중동부에 위치한 한 도시에서는 33 mm가 관측되었다. 또한 팜비치 국제공항에서는 65 km/h (40 mph)의 돌풍이 불었고 해안 침식도 관찰되었으나 심각한 수준은 아니었다. 해안가에서는 3.7 m (12 ft)의 파도가 덮쳤다.

##### 사우스캐롤라이나주
사우스캐롤라이나주의 넓은 평지로 인해 아이린과 많이 떨어져 있었으나 강풍과 산발적인 강한 소나기가 내렸다. 8월 26일에 한 지역에서 89 km/h (55 mph)의 돌풍이 관측되었고 강풍으로 인해 전신주가 부러지면서 4천가구의 전기공급이 중단되었다. 또한 많은 나무가 뿌리뽑혔고 해안가의 한 도시인 찰스턴에서는 해안 침식도 관찰되었다. 많은 운전자가 나무가 넘어지면서 안에 갇혔으나 무사히 구조되었다.

##### 노스캐롤라이나주

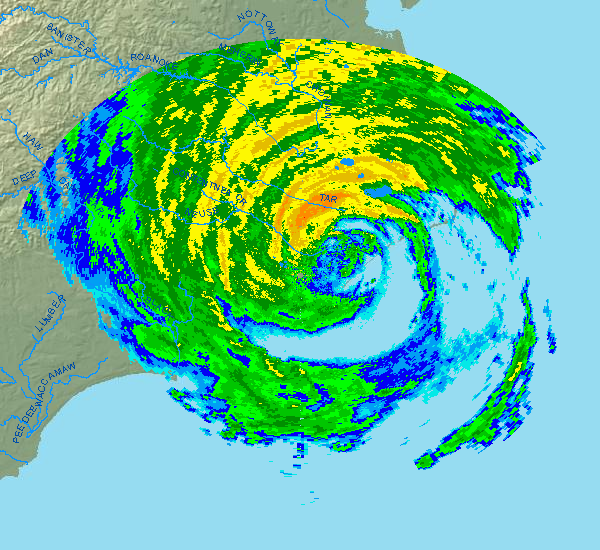
허리케인 아이린(8월 27일)의 상륙시기 영상

허리케인 아이린이 계속해서 북진하며 노스캐롤라이나주 동부에 위치한 사주열인 아우터뱅크스 (Outer Banks)에 근접해지자 이곳에 1.8~2.7 m(6~9 ft)의 파도가 해안가에 영향을 주기 시작했다. 또한 아이린이 오기 전인 8월 27일에 많은 토네이도가 발생했다. 상륙 지점과 근접한 지역에서 107 km/h (67 mph)의 강풍이 관측되었고 250~360 mm의 폭우가 내렸다.
발생한 많은 토네이도 중 가장 크고 강했던 것은 엄청난 피해를 일으켜 많은 집을 뒤집혀놓고 차를 전복시켰다. 이로 인해 4명이 숨졌고 3명이 크게 부상당했다. 주의 북부 한 군에서는 1명이 쓰러진 나무에 맞아 숨지는 사건이 발생했고 아이린이 오기 전에 주의 남부 한 군에서 1명이 치명적인 심장발작이 발생해 숨졌다. 동부의 두 군에서 2명이 나무에 맞아 숨졌고 도시 골즈보로와 한 군에서 2명이 교통사고로 인해 사망했다. 또한 한 남자가 범람한 강에 휩쓸려 익사했다. 이 주에서는 1,100채가 넘는 집이 파괴되었고 농업 피해액을 제외한 7100만달러의 재산피해가 발생했다.
주의 최동단에 위치한 해터래즈 섬 (Hatteras Island)에서는 본토로 연결되는 12번 주립고속도로가 아이린으로 인해 끊겨 섬이 고립되는 현상이 빚어졌다. 때문에, 당시 해터래즈 섬과 본토를 연결할 수 있는 유일한 교통수단은 배였다. 하지만 약 1달이 지난 10월 10일에 202 m의 임시 다리가 개통되면서 교통난은 해소되었다.

##### 버지니아주
허리케인 아이린이 이 지역에 오기 전에 한 토네이도가 버지니아비치로 이동해 8월 27일 아침에 5집의 지붕이 날아갔고 나머지는 심하게 훼손되었다. 뉴포트뉴스에서는 나무가 주상복합건물을 덮쳐 어머니와 함께 벤치에 누워있던 11살의 남자아이가 숨지는 일이 발생했다. 추가로 3개의 군에서 3명이 나무에 맞아 숨졌고 주에서 가장 심각했던 피해로는 뽑힌 나무로 인해 전선, 차, 집과 도로가 덮쳐 정상적으로 운행되거나 작동이 불가능해진 일이었고 홍수가 발생해 많은 저지대 주민들을 위협했다. 자그마치 120만가구와 회사에 정전사태가 발생했다.

#### 중동부 지역
허리케인 아이린은 미국 중동부 지역인 델라웨어주, 메릴랜드주, 뉴저지주, 펜실베이니아주와 수도인 워싱턴 D.C.에도 심각한 피해를 입혔다.

##### 메릴랜드주
체서피크 만 남동부 해안에 접해있는 도시, 캠브리지 (Cambridge)의 한 병원에서 실험실 지붕이 강풍으로 날아가자, 병원은 수용되어 있던 모든 환자들을 긴급 대피시켰다. 또 북동부 해안에 접해있는 한 군에서는 85세의 한 할머니가 거대한 나무가 지붕을 내리쳐 집이 무너지면서 숨졌다. 메릴랜드 동부의 경작지는 폭우로 인해 거의 물에 잠겼고 이로 인해 농부들은 피해를 입은 농작물을 손으로 직접 하나씩 건져올려야만 했다.

##### 델라웨어주
델라웨어주 북부에 위치한 한 도시에서는 아이린이 올 때인 토요일 저녁에 25살의 남자 2명이 불어난 물에 의해 휩쓸려가 익사했다. 그들의 시체는 월요일 오후쯤 돼서야 해안가에 있는 도시, 윌밍턴에서 발견되었다. 주의 남동부의 한 도시에서는 푸지타 등급 제1등급의 세력을 가진 토네이도가 발생해 약 50채의 집을 파손시켰고 그 중 1채는 파괴되었다. 주에서 강수량으로 가장 최고치를 기록한 양은 265 mm였다.

##### 펜실베이니아주
펜실베이니아주에서는 3명이 떨어지는 나무로 인해 맞아서 숨졌고 1명은 교통사고로, 그리고 1명은 익사하였다. 필라델피아에서만 수천 가구의 전기 공급이 중단되었고 400그루가 넘는 나무가 뽑혔다. 또한 건물 7동이 무너졌고 20개의 도로가 폐쇄되었다.

##### 뉴저지주
뉴저지주는 주의 대부분이 평탄한 평지 지대로 아이린이 폭우를 내리게 하자 북부와 중부 지역은 금세 침수되었고 심각한 피해를 야기시켰다. 허리케인 아이린이 뉴저지주 남동부 해안가에 상륙하고 곧바로 빠져나갈 때는 피해가 적었으나 주의 북부 해안선과 평행하게 북진하면서 피해를 키웠다. 주에서 강수량이 가장 크게 관측된 3곳은 프리홀드 (Freehold)의 286 mm, 제퍼슨 (Jefferson)의 268 mm, 그리고 웨인 (Wayne)의 250 mm였다. 뉴욕의 북서부 순환고속도로 역할을 하는 주간고속도로 제287호선은 심각하게 침수되어 통행이 아예 중단되었고 인터체인지가 무너진 곳도 있었다. 허드슨강이 범람하자 저지시티를 비롯한 많은 지역에서 물이 1.5 m (5 ft)까지 차올랐고 홀랜드 터널 서쪽 방면의 도로는 통행이 잠시 차단되었다.

##### 뉴욕주

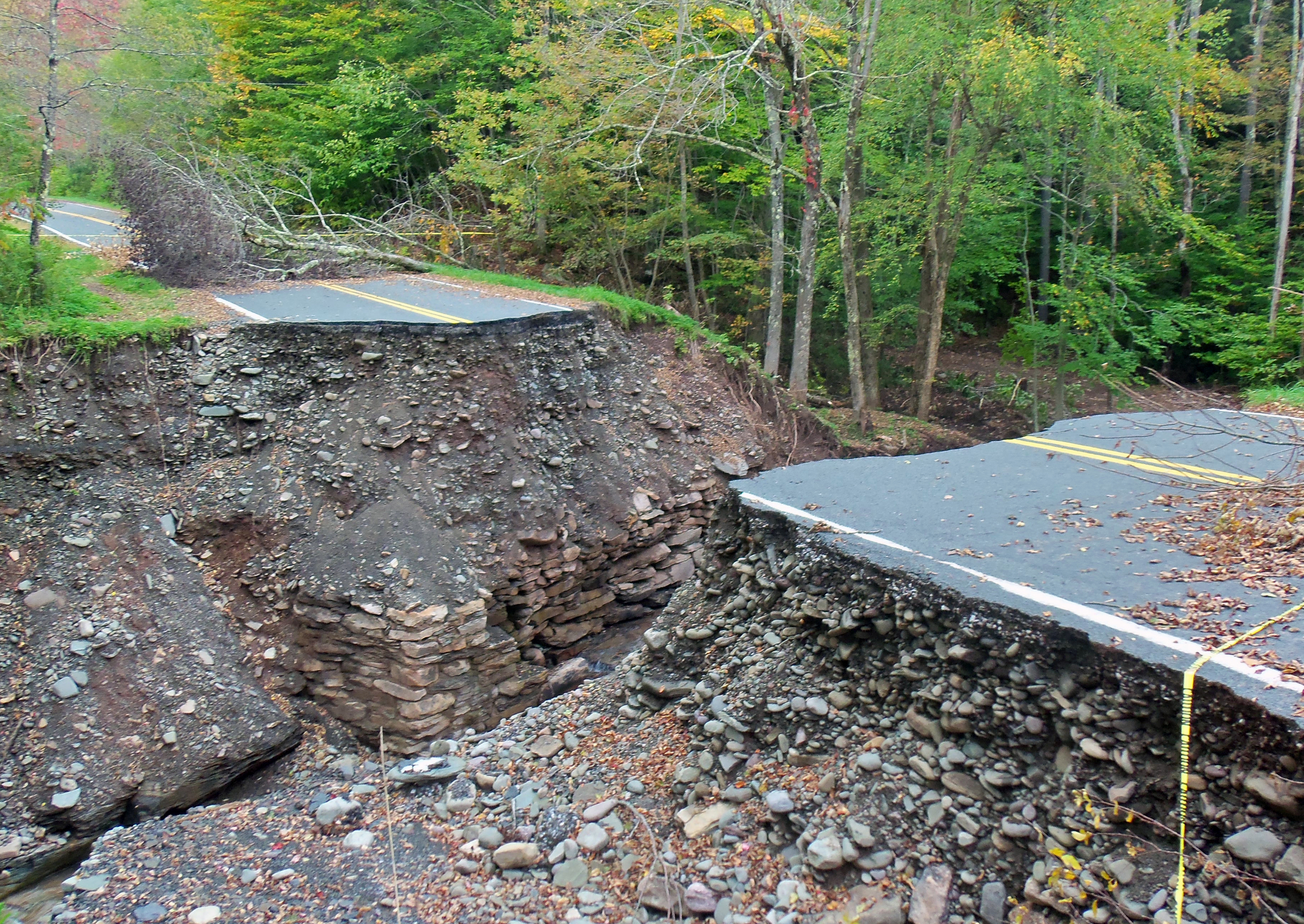
산사태 발생으로 인한 도로의 차단

허리케인 아이린이 뉴욕에 접근하기 전부터 지역 언론은 아이린의 유력한 상륙지점이었던 맨해튼 남부에서 피해가 속출할 것을 우려했다. 하지만 아이린은 예상 진로에서 약간 벗어난 브루클린에 상륙하였다. 허리케인의 영향을 자주 받는 지역인 롱아일랜드에서도 심각한 피해를 입었고 아이린이 계속해서 북진할수록 피해는 천문학적인 수준으로 커졌다. 뉴욕주 동부 전지역에서 도로, 철도를 비롯한 집, 건물들이 거의 파괴되었고 8월 31일, 뉴욕 주지사인 앤드루 쿠오모가 주에서 추산된 재산피해액만 10억달러에 이를 것이라고 언급했다.
뉴욕에서는 8월 28일, 아침 8시 50분경에 허드슨강이 범람하면서 맨해튼 14번가 서쪽에 위치한 곳부터 차례로 침수되기 시작했다. 9시 15분에는 홀랜드 터널 서쪽 방면 입구가 잠시 차단되었으나 재개장했고 9시 20분에는 맨해튼 섬의 침수는 발목 위까지 차올랐다. 롱아일랜드에서는 허리케인 아이린의 진로 동쪽에 들어 북반구에서 발생하는 열대저기압은 진로 우측에 더 많은 피해가 발생함에 따라 심각한 피해를 입었다. 롱비치 (Long Beach)에서는 2층의 인명구조대가 머무르는 건물이 무너지면서 옆에 있던 보드워크를 들이받아 산산조각이 났다. 롱아일랜드 전체에서만 35만가구에 정전이 발생했다.

#### 뉴잉글랜드 지방

##### 코네티컷주

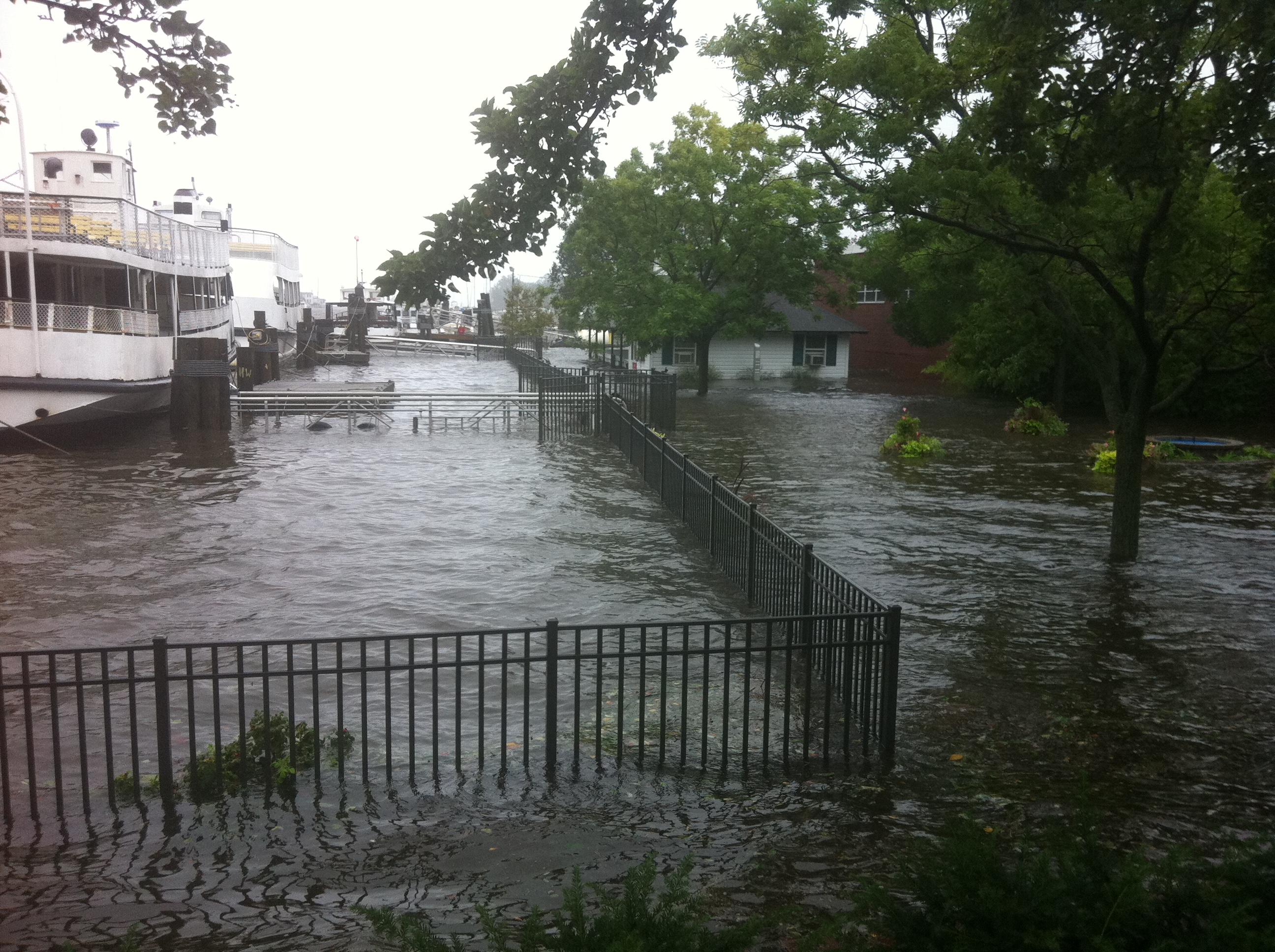
해안가의 침수

코네티컷주 남부 해안가에 위치한 이스트 헤이번 (East Haven)에서는 롱아일랜드 해협의 높은 파도로 인해 20채가 파괴되었고 나머지 5채가 추가로 손상되었다. 일요일에는 코네티컷 주에서 전기회사로 제일가는 2개의 회사에서 75만 4천명이 넘는 사람들이 집이 정전되었다고 신고가 들어왔다. 아이린이 상륙한지 2일이 지나도 여전히 40만 명분의 전기 공급이 제대로 작동되지 않았고 산악지대는 1주일 이상을 기다려야 정상화 될 것이라는 말을 했다. 주 남서부에 있는 리지필드에서는 도시의 90%가 넘는 집에서 정전이 되었으나 10%만 복구되었다.
코네티컷 주지사 대널 멀로이는 8월 28일까지 사망자는 총 10명으로 조사되었다고 발표했다. 그 중 1명은 전선이 낙하하면서 맞아 감전사했고 또 다른 1명도 비슷한 상황으로 숨졌고 1명은 배가 전복되면서 익사했다.

##### 매사추세츠주
허리케인 아이린이 매사추세츠주 서쪽을 지나면서 주의 서부에서 많은 피해가 발생했다. 강풍이 많은 나무를 쓰러트렸고 폭우는 코네티컷 강을 범람시켜 넓은 지역에 홍수가 일어났다. 웨스트필드 강은 몇 시간만에 수면이 6 m가 올라갔고 디어필드 강은 4.5 m가 올라갔다. 두 개의 강 모두 1955년 이후 기록적인 수면의 높이를 기록했다. 사망자는 1명으로, 감전사한 것으로 판명났다.

##### 로드아일랜드주
로드아일랜드주의 한 지역에서는 돌풍이 114 km/h (71 mph)의 속력으로 불어 많은 나무를 쓰러트렸고 전신주와 전선에 막대한 피해를 입혔다. 아이린이 북쪽으로 이동해 소멸할 때까지 25만 6천명에서 48만 281명이 정전되었다고 신고했으며 로드아일랜드 주의 가장 큰 전기 기업은 완전히 복구가 되려면 9월 5일, 당시 노동절까지 기다려야 한다는 답신을 했다. 8월 30일, 아이린이 영향을 준지 2일이 지나도 13만 8천명분의 전기 공급이 이루어지지 않았다. 또한 포츠머스 (Portsmouth) 근처의 전선이 강풍으로 인해 부러지면서 인근의 4개 도시로 가는 전기가 모두 끊겨버린 일도 있었다. 그러나 아이린으로부터 꽤 멀리 동쪽에 위치한 탓에, 피해는 심각하지 않았다.

##### 버몬트주
버몬트주의 거의 모든 강과 냇가가 범람해 3명이 숨졌고 1명이 실종되었다. 버몬트에서는 1938년의 뉴잉글랜드 허리케인 이후 주에 직접 허리케인이 내습한 경우로 74년만에 처음이었다. 건설된지 100년이 넘은 폐쇄형 다리가 거의 파괴되거나 파손되었다. 심대한 도로의 피해로 인해 시골 마을로 들어가는 진입로가 끊겨 고립이 된 마을이 매우 많았다. 주 전체에서 도로와 다리로 인한 피해액은 7억달러가 될 것이라고 추산되었다.

### 캐나다
허리케인 아이린으로 인한 피해 범위는 캐나다 동부의 온타리오주부터 뉴펀들랜드 래브라도주에 이를 만큼 넓었다. 8월 28일에 퀘벡주에서 강풍과 폭우로 인해 전선이 끊기면서 25만가구가 넘는 곳에 정전이 발생했고 몬트리올에서의 건물과 도로 표지판도 피해가 심각했다. 또한 뉴브런즈윅주에서는 7만 5천명부터 20만명분에 달하는 전기 공급이 중단되었다. 캐나다에서는 1명이 급류에 휩쓸리면서 숨졌다. 아이린은 열대 폭풍보다 더 약한 세력으로 캐나다를 통과했고 이어 8월 29일 밤부터 8월 30일 밤 사이에 아이린의 잔해는 북아메리카 대륙에서 완전히 떠났고 래브라도해로 진입했다.

## 같이 보기
- 2011년 북대서양 허리케인